# Jamison Newlander
Jamison Newlander (* 2. April 1970 in Woodland Hills, Los Angeles, Kalifornien) ist ein US-amerikanischer Schauspieler.

## Karriere
Jamison Newlander feierte 1987 sein Schauspieldebüt in der Horror-Komödie The Lost Boys von Joel Schumacher. Darin verkörperte er die Rolle des Vampierjägers Edgar Frog, den Bruder von Corey Feldmans Charakter. Diese Rolle spielte Newlander auch in den beiden Fortsetzungen Lost Boys 2: The Tribe (2008) und Lost Boys: The Thirst (2010) die beide als Direct-to-Video-Produktion veröffentlicht wurden. Im Jahr 1988 sah man ihn im US-amerikanischen Science-Fiction-Horrorfilm Der Blob von Chuck Russell als Anthony, der eine Neuverfilmung des 1958 erschienenen Films Blob – Schrecken ohne Namen ist. Während der Auftritte als Vampirjäger spielte Newlander in einigen Kurzfilmen mit.

## Filmografie (Auswahl)
- 1987: The Lost Boys
- 1988: Der Blob
- 2003: Rooster (Kurzfilm)
- 2008: Lost Boys 2: The Tribe
- 2009: Roomservice (Kurzfilm)
- 2010: Lost Boys: The Thirst
- 2015: Bone Tomahawk